# Conorhynchos conirostris
 Conorhynchos conirostris  ist eine Fischart aus der Ordnung der Welsartigen (Siluriformes), die endemisch im Rio São Francisco in Brasilien vorkommt. Sie ist die einzige Art in der somit monotypischen Gattung Conorhynchos. Die genaue systematische Stellung der Art ist zurzeit noch ungeklärt. Die Art hat regional wirtschaftliche Bedeutung und gilt auf Grund von Umweltverschmutzung und Zerstörung ihres Lebensraums durch Dammbauprojekte als bedroht.

## Merkmale
Die Art erreicht eine Länge von maximal etwa einem Meter und ein Gewicht von bis zu 13 Kilogramm. Die Barteln sind sehr kurz. Das unterständige Maul weist dicke, faltige Lippen auf, die vorgestreckt werden können und im ruhenden Zustand nach außen aufgerollt werden. Die Kiemenreuse weist zahlreiche, dicht stehende Dornen auf, die sich überkreuzen und so eine Art Filter bilden.

## Lebensweise
Conorhynchos conirostris ernährt sich vor allem von Weichtieren, Insektenlarven und kleinen Krebstieren, die vom Boden aufgenommen werden. Die Art führt Wanderungen durch.

## Systematik
Die Art wurde verschiedentlich den Antennenwelsen (Pimelodidae) zugeordnet. Neuere anatomische und molekularbiologische Untersuchungen sprechen allerdings gegen diese Einordnung. Die Art wird daher zurzeit in keine Familie eingeordnet, aber zusammen mit den Antennenwelsen, den Großmaul-Antennenwelsen (Pseudopimelodidae) und den Heptapteridae in die Überfamilie Pimelodoidea gestellt.